# LG Bonn/Troisdorf/Niederkassel
Die LG Bonn/Troisdorf/Niederkassel war eine deutsche Leichtathletikgemeinschaft, die von 1975 bis 2008 aktiv war. Sie bestand aus den Vereinen LC Bonn, der Troisdorfer LG und der SpVgg Lülsdorf-Ranzel. Zwischenzeitlich waren auch die Vereine TV Ruppichteroth und der SSF Bonn Teil der LG.

## Geschichte
1975 wurde sie als LG Bonn/Troisdorf gegründet. 1977 trat die SpVgg Lülsdorf-Ranzel in ein und kam es aufgrund eines Sponsorenvertrages mit Günter Mast zu einer Umbenennung in LG Jägermeister Bonn/Troisdorf. Der Sponsor stieg 1983 wieder aus.

## Erfolge
Elvira Possekel und Detlef Uhlemann traten als Mitglieder der LG bei den Olympischen Sommerspielen 1976 an.
Die LG verzeichnete in ihrer gesamten Existenzzeit 55 Deutsche Meistertitel.
Dazu zählten unter anderem:
1998 wurde Sabine Schulte mit der LG deutsche Meisterin im Stabhochsprung.
2003 stellte der Verein den deutsche Meister in der Mannschaftswertung des Marathonlaufs.

## Trivia
Da der DLV die Jägermeister-Trikotwerbung zu den Olympischen Sommerspielen 1976 nicht genehmigte, war auf dem Trikot anstelle des Geweihs eine grüne Tomate abgebildet.